# Dahi puri

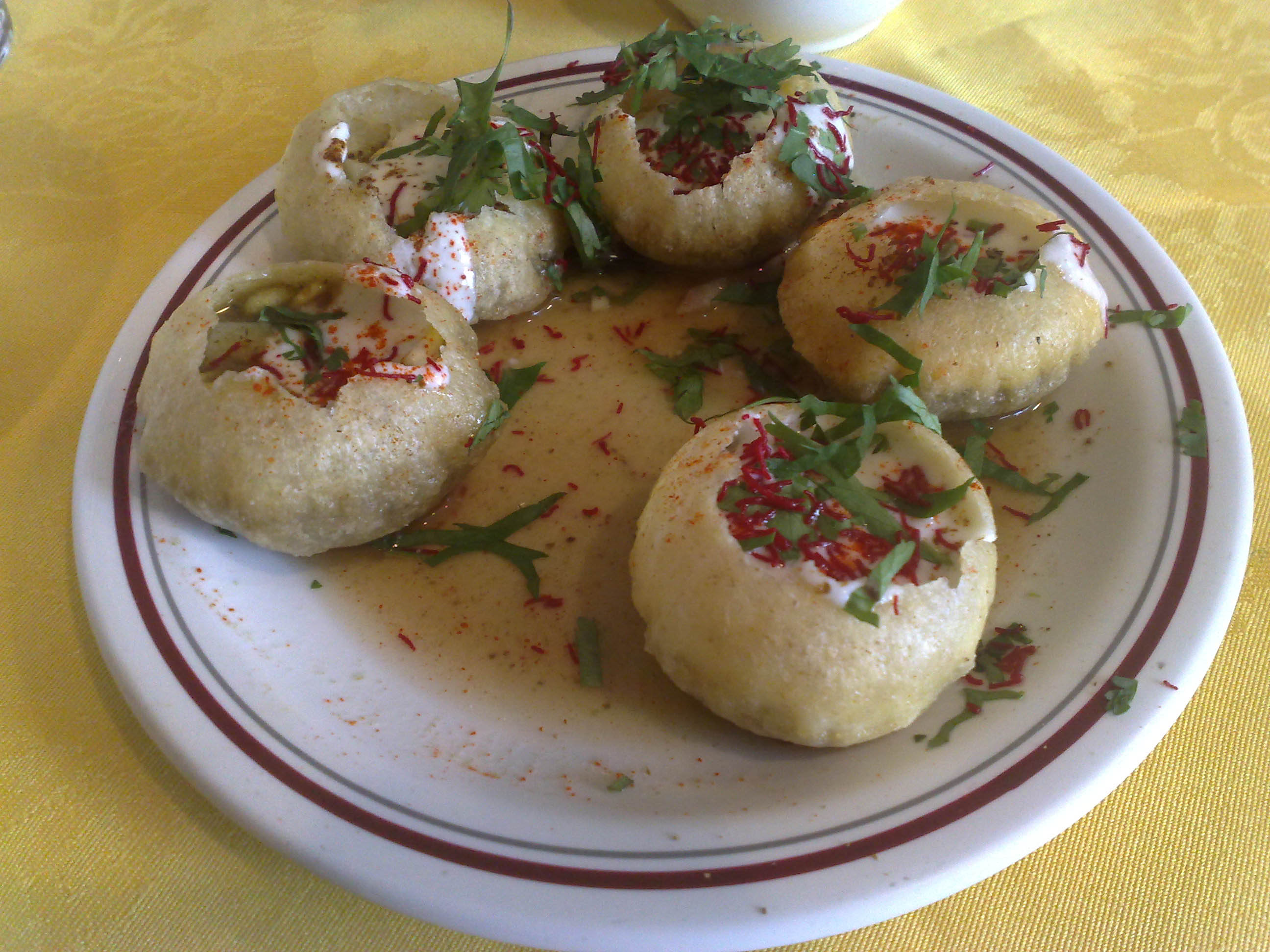
Dahi puri.

El dahi puri (maratí: दही पुरी) es un aperitivo indio especialmente popular en el estado de Maharashtra. El plato es un tipo de chaat que procede de la ciudad de Bombay. Se sirve mini puris redondos (golgappa), que son más reconocidos popularmente del pani puri. Los chaats dahi puri y pani puri se venden a menudo en los mismos puestos.

## Preparación
Los mini puris esféricos, duros e hinchados se rompen primero por arriba y se rellenan parcialmente con el relleno principal de patata o garbanzo machacado. Se añade una pequeña cantidad de cúrcuma (haldi) o pimentón (o ambos) para dar sabor, así como una pizca de sal. Entonces se vierte chutney dulce de tamarindo y chutney verde picante, sobre el relleno. Por último, se vierte encima una generosa calidad de yogur batido endulzado, y el plato final se guarnece con sev machacada, moong dal y hojas de cilantro picadas finas.
El dahi puri se sirve en un plato con 5 o 6 unidades, a diferencia del panipuri, que se sirve en piezas individuales. Cada dahi puri se come entero, de forma que el espectro de sabores y texturas pueda apreciarse completo.